# 傅文華
傅文華（16世紀—17世紀），字啟文，江西瑞州府高安縣人，明朝政治人物。

## 生平
傅文華是萬曆十九年（1591年）的舉人，二十年（1592年）、二十三年（1595年）兩次會試中副榜，任職奉新教諭有名聲，陞任故城知縣，三十四年（1606年）為雲南鄉試同考官，提拔多位名宿。旱災、蝗災接踵而來，他誠心步行禱告後下雨，又捐出家財賑濟，救活不少人民，同時奏請若人民捕捉蝗蟲一石，即可免賦一斗，獲得許可。
秩滿後，傅文華陞平樂推官，除奸去蠧，風節凜然；屬邑賀縣多次轉換監稅者，他以廉平者專委就能久任，當地素來少水患，忽然夏季大水，人民漂溺，他募集義士輕艇撈救，獲贊頌有「蘇商興學救災之政」，因脾病致仕。

## 引用
1. 1 2  同治《高安縣志·卷十四·人物志》：傅文華，字日茂，號元樸，珠湖人，萬厯辛卯舉人，兩中會副。初任奉新教諭，課事有聲，丙午聘充雲南同考，所拔皆宿士；陞故城知縣，旱蝗洊至，竭誠步禱竟獲甘霖，復捐貲賑濟，全活無算，又令民捕蝗一石免賦一斗，條上如議。秩滿陞平樂府司李，釐奸祛蠧，風節凜然，所屬賀邑有稅，監稅者歲數易官，華以廉平專委踰歲；賀素鮮水患，忽夏潦衝汛，其時民多至漂溺，華多募輕艇撈救，賀人頌華有蘇商興學救灾之政，以贊巡旁午脾病致仕。